# Анконитанская республика
Анконитанская республика (итал. Repubblica Anconitana) — дочерняя республика периода Французских революционных войн.
После своей успешной Итальянской кампании Наполеон Бонапарт вынудил Папу Пия VI подписать Болонское перемирие 20 июня 1796 года, которое предусматривало оккупацию Анконы, Болоньи и Феррары французской армией. В феврале 1797 года по приказу самого Бонапарта в Анконе был создан Революционный совет, который взял на себя управление городом. Приход новых идей Просвещения и якобинства, а также освобождение от папского правления привели к эйфории, но вскоре горожанам стало понятно, что, чтобы нести расходы на войну, французы требовали с города много средств, в том числе и произведениями искусства.
Впоследствии был подписан Толентинский договор, который устанавливал, что Анкона будет оккупирована французами до «континентального мира» и что впоследствии она вернется в Папскую область. Чтобы избежать этого, революционный совет, а также горожане настаивали на провозглашении республики. Между тем, согласно мирному договору в Кампоформио между Францией и Австрией,  Анкона должна была вернуться под папское владычество.
Однако это не понравилось ни городу, ни Бонапарту, желавшему навредить папе. Таким образом, 17 ноября 1797 года революционный совет провозгласил образование независимой Анконитанской республики под протекцией Французской республики и Цизальпинской республики. Примеру Анконы последовали многие близлежащие города, в том числе Сенигаллия, Ези, Осимо, Мачерата, Урбания, Урбино и Фано. Была сформирована своего рода Директория, в которой каждый муниципалитет имел представителя. Казна города всегда была пуста, и поэтому продолжались грабежи церквей, монастырей и семинарий. 
15 февраля 1798 году французский генерал Бертье провозгласил Римскую республику, в которую включил и Анконитанскую республику. Революционный совет ничего не мог сделать, кроме как 7 марта согласиться с этим решением. Анконитанская республика после 117 дней прекратила своё существование.